# Dawid Ajrapetian
Dawid Ajrapetian, ros. Давид Валерьевич Айрапетян  (ur. 26 września 1983 w Baku) – rosyjski bokser ormiańskiego pochodzenia, brązowy medalista olimpijski, wicemistrz świata i mistrz Europy.
Występuje na ringu w wadze papierowej. Jest dwukrotnym medalistą mistrzostw świata, w 2009 w Mediolanie został wicemistrzem świata przegrywając finałową walkę z mongolskim zawodnikiem Pürewdordżijnem Serdambą, a dwa lata później w Baku zdobył brązowy medal. Jest mistrzem Starego Kontynentu z 2006 roku.
Bez powodzenia wystąpił na igrzyskach olimpijskich w 2008 roku w Pekinie. Cztery lata później na igrzyskach olimpijskich w Londynie zdobył brązowy medal w kategorii do 48 kg.
Jest sześciokrotnym mistrzem Rosji (2004-2011).